# 파슈툰인
파슈툰인(Pashtun, 파슈토어: پښتون)은 주로 아프가니스탄과 파키스탄에 걸친 지역에 사는 이란계 민족이다. 일반적으로 '파슈토어를 쓰는 사람들'을 말한다. 페르시아어로 파슈툰인을 지칭하는 명칭을 따라 단순히 아프간(페르시아어: افغان, Afğân)이라고 부르기도 하는데, 아프가니스탄이라는 지명이 여기서 유래한다.

## 인구
파슈툰인이 많이 분포하는 나라는 파키스탄으로, 파키스탄 전 인구의 약 17% 정도를 차지하여 펀자브족에 이어 파키스탄 내에서 두번째로 큰 민족집단이다. 아프가니스탄에서는 전 인구의 48%를 차지하는 다수 민족으로, 주로 국토의 남동쪽에 분포하며 다른 지역에서는 하자라족, 타지크족, 우즈베크족 등 여러 민족이 지역에 따라 주류를 차지한다. 이들 파슈툰족이 거주하는 지역을 통틀어 파슈투니스탄(Pashtunistan)이라는 명칭으로 부르기도 한다. 이 밖에도 이란, 인도, 아랍에미리트, 미국 등지에도 살고 있다.

## 풍습
대부분 인도이란어파에 속하는 파슈툰어를 사용하나, 땅이 이어진 파키스탄, 인도, 이란 지역에 거주하는 파슈툰인 중에는 힌디-우르두어나 페르시아어를 사용하는 인구도 있다. 절대다수가 이슬람교를 믿으며, 주로 수니파의 하나피파 사상을 따르는데 시아파를 따르는 사람도 상당수 있다.
파슈툰족은 전통적으로 씨족사회를 이루어 생활해왔으며 아프간 전역에 350~400개에 달하는 파슈툰 씨족이 존재하는 것으로 추산된다.

## 같이 보기
- 아프가니스탄
- 하자라족
- 타지크족